# Tauscha (Thiendorf)
Tauscha – dzielnica gminy Thiendorf  w Niemczech, w kraju związkowym Saksonia, w powiecie Miśnia, we wspólnocie administracyjnej Thiendorf. Do 31 grudnia 2015 samodzielna gmina. Do 29 lutego 2012 w okręgu administracyjnym Drezno.